# Cytron

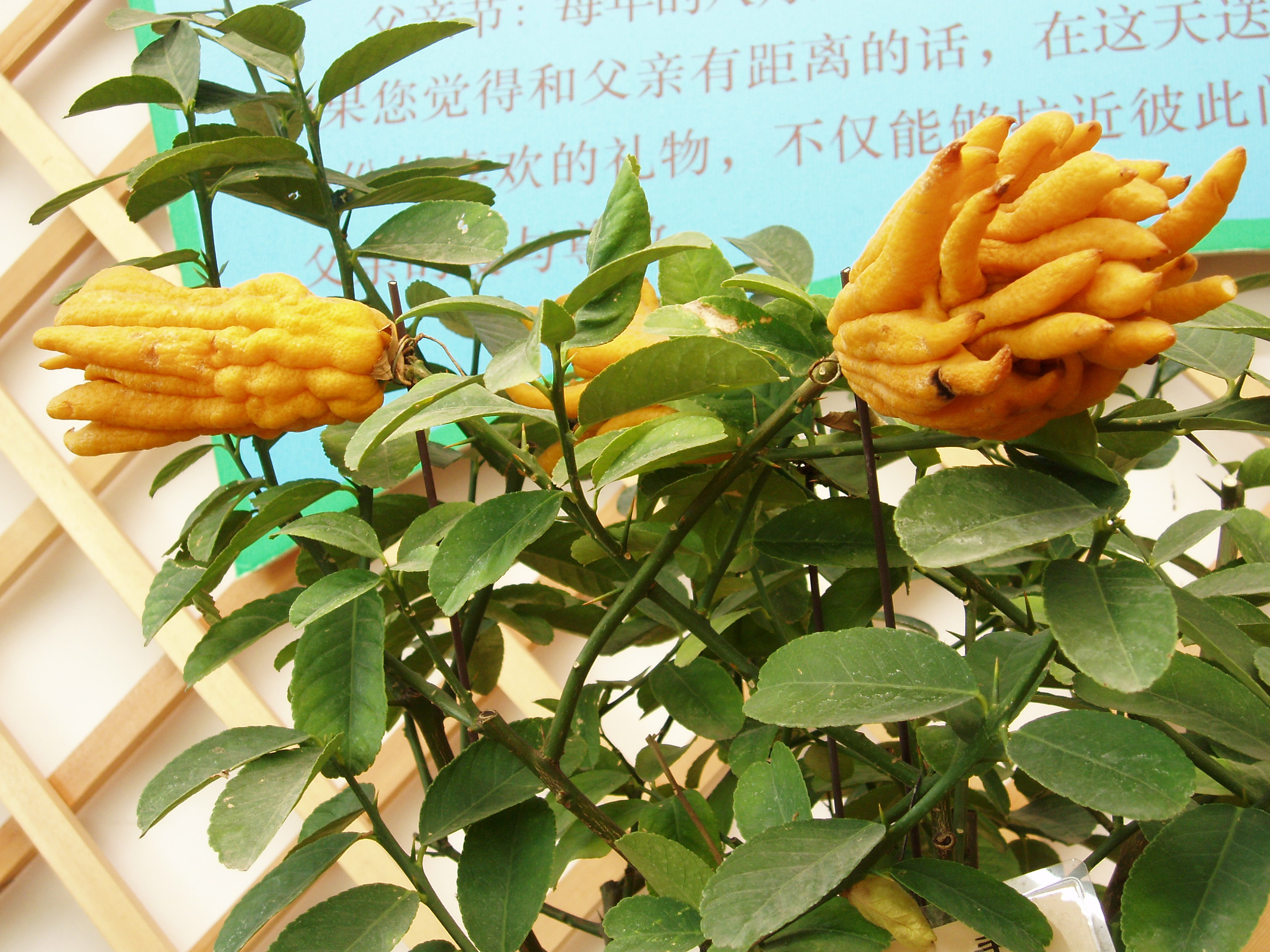
Odmiana „ręka Buddy”

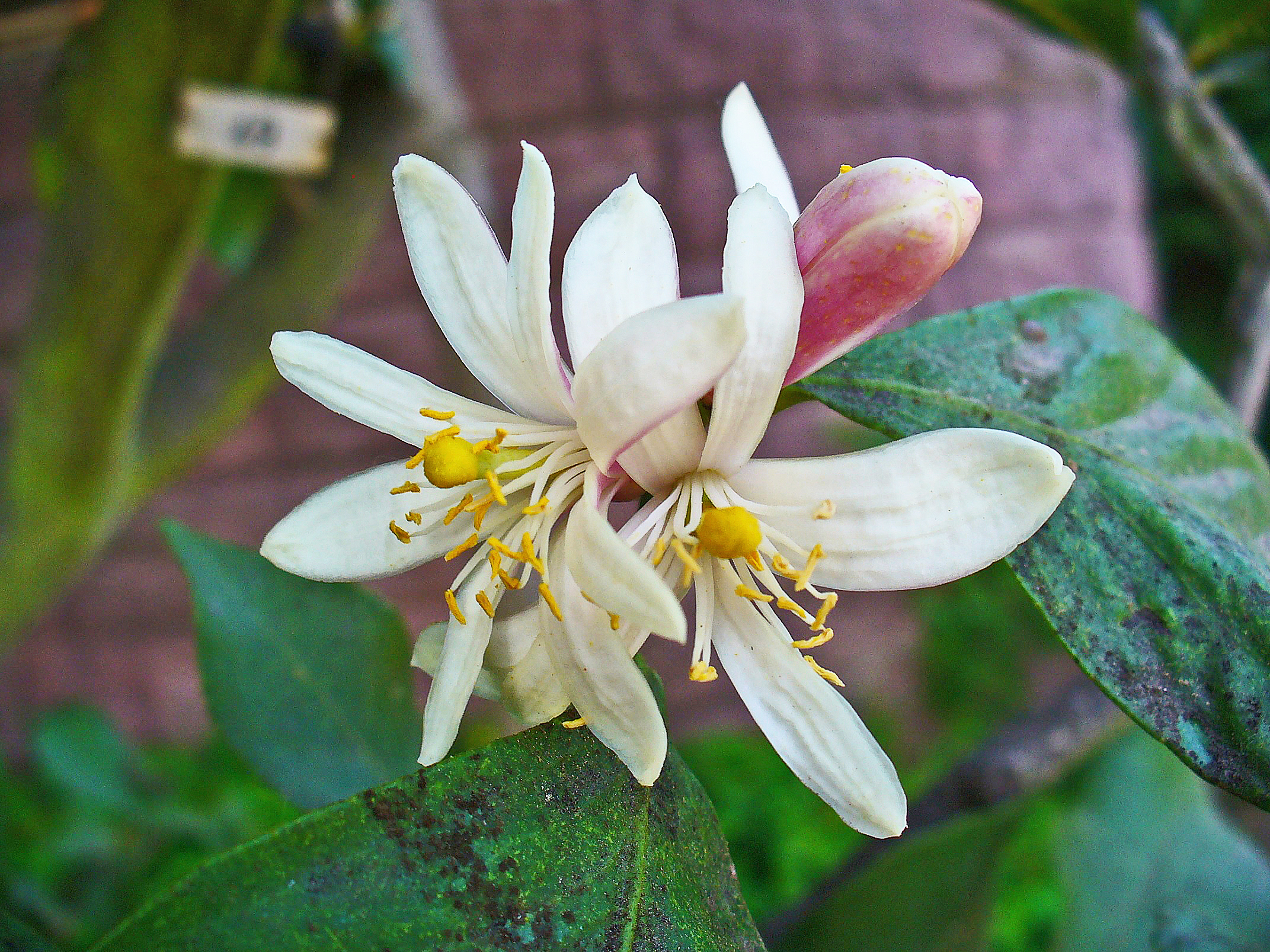
Kwiaty

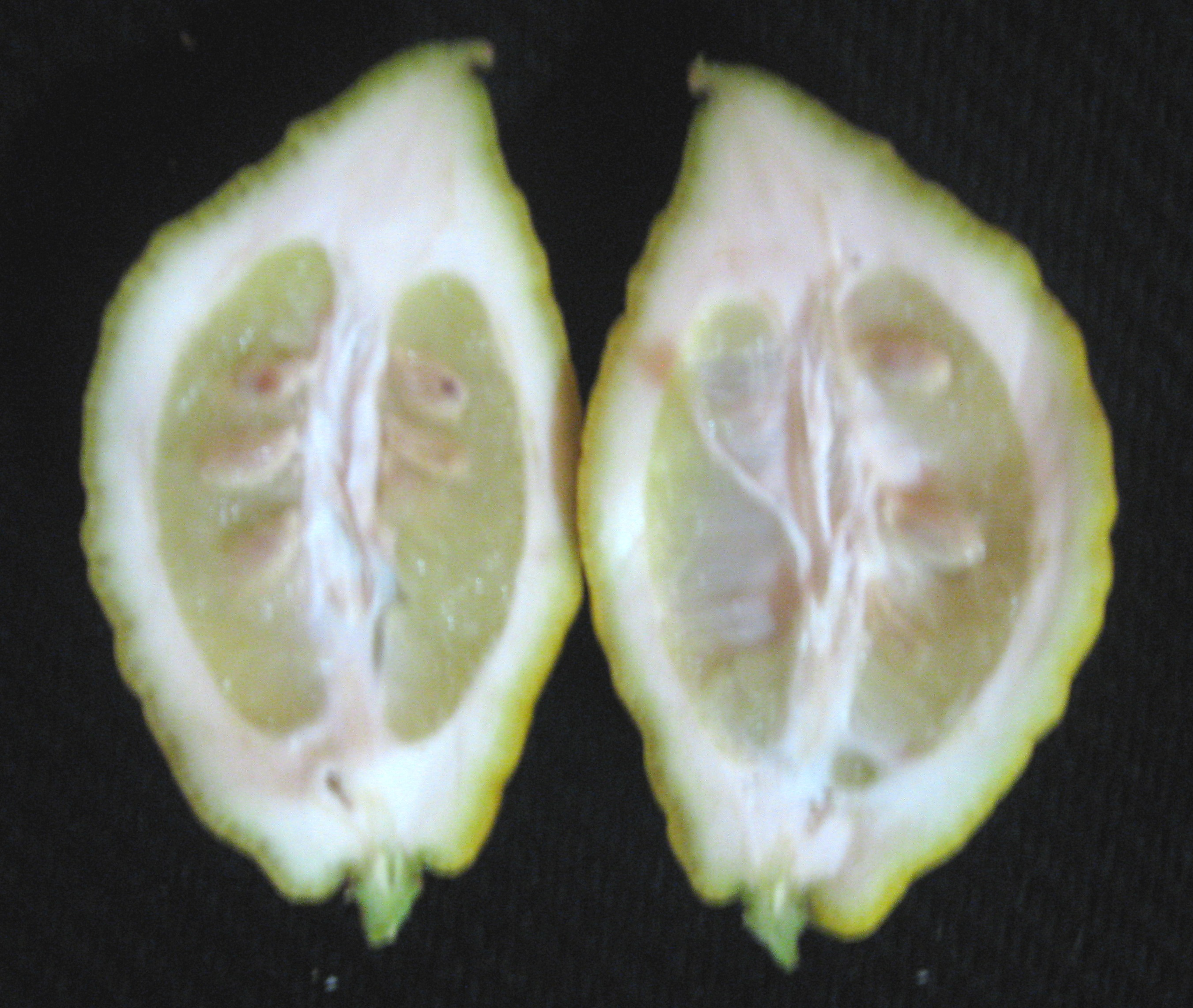
Przekrojony owoc

Cytron, cedrat (Citrus medica L.) – gatunek roślin wieloletnich z rodziny rutowatych (Rutaceae Juss.). Prawdopodobnie pochodzi z podnóża Himalajów (północno-wschodnie Indie, północna Mjanma). Rozprzestrzeniony już w starożytności do Chin i Europy (tu dotarł jako pierwszy z owoców cytrusowych ok. 300 r. p.n.e.). Jest prawdopodobnie jednym z trzech gatunków rodzicielskich (obok pomarańczy olbrzymiej i mandarynki) większości form uprawnych cytrusów.

## Morfologia
PokrójMałe drzewo lub krzew o wysokości do 3 m. Na pędach posiada grube, krótkie kolce.
LiścieDuże, lancetowatojajowate, o drobno piłkowanych lub karbowanych brzegach, z wydatnymi żyłkami. Ogonki liściowe bardzo słabo oskrzydlone.
KwiatyObupłciowe albo męskie. Mają czerwonawą, 5-płatkową koronę, 1 słupek i liczne pręciki.
OwoceŻółte, jajowate jagody o długości 10–20 cm z grubą, woskowatą i pomarszczoną skórką. Miąższ jest żółty, podzielony na segmenty i kwaśny. Główną część owocu (do 70% masy) stanowi skórka i biały mezokarp.

## Zastosowanie
- Roślina jadalna: owoce posiadają grubą skórę używaną do kandyzowania i następnie wyrobu słodyczy. W celu uzyskania kandyzowanej skórki, zwanej cykatą[6], zielone, niedojrzałe owoce kroi się na pół, fermentuje w solance i w końcu moczy w mocnym roztworze cukru[5] (kandyzowana cykata zawiera ok. 80% cukrów)[7]. Na Korsyce cytron używany jest do wyrobu likieru zwanego cedratine[7]. Miąższ jest w zasadzie niejadalny[7][8].
- Z soku otrzymuje się kwas cytrynowy[8].
- Odmiana fingered stosowana jest do produkcji perfum oraz w medycynie[6].

## Uprawa
Udomowiono go niezależnie w Chinach i Indiach. Pierwsze informacje o uprawie cedratu pochodzą z Persji. Datuje się je na rok 330 p.n.e.: podczas przejścia wojsk Aleksandra Macedońskiego przez Persję gaje cedratowe były tam już powszechne, przypuszcza się, że zaczęto je uprawiać w V wieku p.n.e. W Europie cytrony zaczęto uprawiać w I wieku naszej ery, sprowadził je Pliniusz Starszy. Już w czasach antycznych znany był w rejonie Morza Śródziemnego i na Bliskim Wschodzie. Współcześnie uprawia się go w krajach klimatu śródziemnomorskiego (kraje śródziemnomorskie, Kalifornia), na Florydzie i Karaibach (Portoryko).
Uprawia się wiele kultywarów. Niektóre z nich:
- etrog – o wrzecionowatym kształcie owoców;
- fingered (ew. var. sarcodactylis) – owoc o długich, palczastych wyrostkach (dlatego zwyczajowo odmiana nazywana jest mianem „ręka Buddy”). Uprawiana jest głównie w Chinach i innych krajach wschodniej Azji.

## Obecność w kulturze
- W hinduizmie drzewo to, pod nazwą sanskrycką matulinga, stanowi atrybut w przedstawieniach postaci boga Śiwy[10]. Znaczenie takie podaje Wisznudharmottarapurana (III.44.19, 48.11). Symbolizuje niezliczone atomy, będące nasionami, z których powstał wszechświat[10].
- W czasie obchodzonego przez Żydów święta Sukkot prawo nakazywało potrząsanie trzymanym w rękach bukietem zawierającym gałązki kilku gatunków roślin. Księga Kapłańska (23,40) wprost wymieniła tylko dwa: palmę i wierzbę, pozostałe dwa określone zostały jedynie ogólnie. Kilkuwiekowe rozważania rabinów doprowadziły do ustalenia tradycji zapisanej w midraszach. Za „owoce pięknych drzew” uznano cytron, a za „gałązki gęstych drzew” – mirt. Te cztery gatunki roślin (lulaw) symbolizują wszystkie rośliny całego świata. Talmud jerozolimski (Sukka 3,5) wyjaśnia dlaczego wybrano cytron: bo wyróżnia się na tle innych drzew okazałymi, aromatycznymi owocami i owocuje nieprzerwanie przez cały rok, co jest uważane za symbol płodności. Symbolem płodności jest również brodawka na owocu, będąca pozostałością żeńskiej części kwiatu[9]. Do obrzędu używa się odmiany etrog (hebr. ‏אֶתְרֹוג‎ etrog, jid. ‏אתרוג‎ esreg), symbolizuje ona doskonałość i sprawiedliwość Abrahama[11]. Jej owoc przechowywany jest w specjalnych, często srebrnych puszkach[6].
- Po raz pierwszy owoce cytronu jako jabłko medyjskie lub jabłko perskie opisał Teofrast (371–287 r. p.n.e.), Wergiliusz (lata 70–19 r. p.n.e.) nazywa go jabłkiem złotym lub jabłkiem szczęśliwym, a Albert Wielki (zm. 1280 r.) drzewo cedrem włoskim, a owoc jabłkiem włoskim[9].